# Ace Rusevski
Ace Rusevski (Kumanovo, 30 novembre 1956) è un ex pugile jugoslavo con cittadinanza macedone, dal 1992.

## Palmarès

### Olimpiadi
- 1 medaglia:
  - 1 bronzo (Monaco di Baviera 1972 nei pesi leggeri)